# ヘイボロー
ヘイボロー(英語: Hayborough）はサウスオーストラリア州フルリオ半島南海岸のヴィクターハーバーの北東部に位置する町である。
2006年国勢調査によると,ヘイボローの人口は1847人で年齢の中央値は47歳であった。これは全体として他の地域よりも低いが、州や全国平均と比べたらかなり高い方である。
ヘイボローの殆どは住宅地であり、薬局や保育所、小さいショッピングセンターが存在する。

## 歴史
2018年6月7日、ヘイボローは既存の自治体の境界線に沿って2つに分割され、アレクサンドリーナ側には新しくチトン(Chiton)が出来、ヴィクターハーバー側はそのままヘイボローの名前を維持する事になった。

## 交通
ヘイボローにはアデレード中心街、グールワ、ヴィクターハーバーを結ぶプレミアステートライナーのバスサービスがある。